# Riminopsis
Riminopsis es un género de foraminífero bentónico de la familia Gavelinellidae, de la superfamilia Chilostomelloidea, del suborden Rotaliina y del orden Rotaliida. Su especie tipo es Nautilus asterizans. Su rango cronoestratigráfico abarca desde el Badeniense (Mioceno medio) hasta la Actualidad.

## Clasificación
Riminopsis incluye a las siguientes especies:
- Riminopsis asterizans
- Riminopsis complanata
- Riminopsis orbicularis
- Riminopsis rotula